# DigiFinex
DigiFinex(デジフェニックス）は、ビットコイン（BTC）、イーサリアム（ETH）、ライトコイン（LTC）、テザー（USDT）など、100種類以上の暗号通貨を扱う取引プラットフォームを提供するグローバルな暗号資産(仮想通貨)取引所。2019年12月現在、 暗号通貨の時価総額ランキング、チャート、およびその他の関連情報を提供するWebサイトであるCoinMarketCapで、取引高によってランク付けされた上位10位の暗号通貨取引所である。

## 経歴
2017年12月に米国、香港、中国の上場企業からKiana Shek氏を含むコアチームが設立。本社はシンガポールにあり、また中国、香港、マレーシア、韓国で事業を展開。
2018年6月、DigiFinexはiOSアプリをリリースする最初の暗号資産（仮想通貨）取引所となる。
2018年9月、DigiFinexは「テザーをライバルのステーブルコインで置き換えるために、TrustTokenのTrueUSDを「ドルで全面的に支えられた最初の規制ステーブルコイン」に変更。 2019年12月の時点で、Tetherは依然として主要取引市場としてDigiFinexに上場。
2019年4月、DigiFinex Koreaを起動し、韓国のユーザーが韓国ウォンを使用して暗号資産（仮想通貨）の購入および販売開始。
2019年4月、DigiFinexはSimplex（シンプレックス）と提携して、ユーザーがビットコイン（BTC）、イーサリアム（ETH）、ライトコイン（LTC）、ビットコインキャッシュ（BCH）およびリップル（XRP）を購入可能に、また米ドル、ユーロ、VISAまたはマスターカードで支払い可能。
2019年9月、DigiFinexは、Invest：Asia 2019の一環としてCoindeskがシンガポールのマリーナベイサンズで開催したSands Expoで、大学生を対象に暗号資産研究ハッカソンを開催

## 取引プラットフォーム
暗号資産のスポットと証拠金取引はDigiFinexで利用可能。 その証拠金取引プラットフォームには、3：1のレバレッジオプションがある。
OTC取引は、ビットコイン（BTC）、イーサ（ETH）テザー（USDT）を中国人民元、ベトナムドン、ユーロ、台湾ドル、香港ドル、インドネシアルピアで購入することも可能。